# Klepon

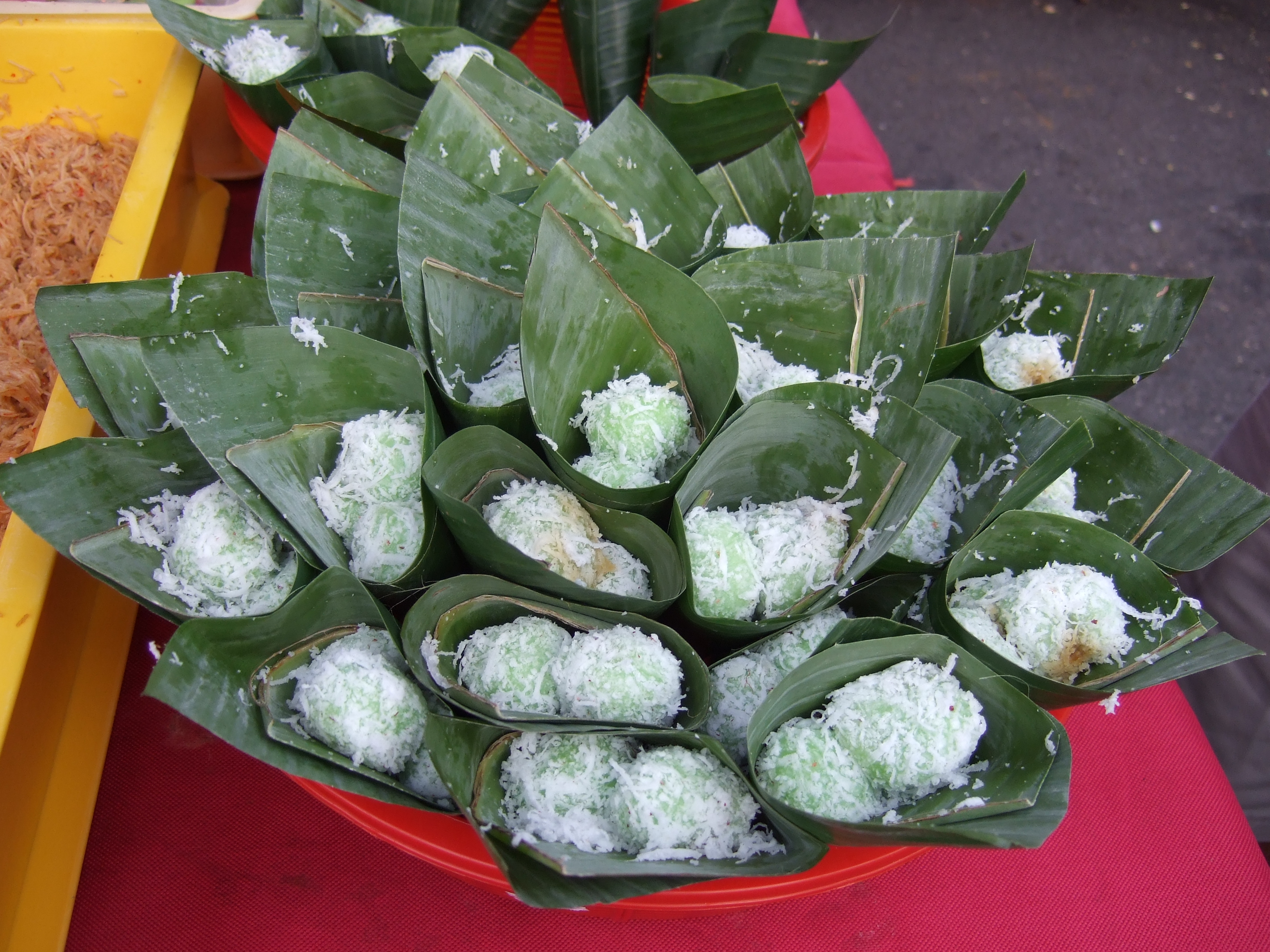
Klepon envuelto en hoja de plátano.

El klepon es un pastel de arroz indonesio tradicional de la gastronomía de Java. Consiste en un pastel de arroz hervido relleno de gula jawa (azúcar de palma) líquido y cubierto de coco rallado. Es de color verde al aromatizarse con una pasta hecha de pandano o drago, cuyas hojas se usan ampliamente en la cocina del sureste asiático.
En otras partes de Indonesia, como Sumatra, el klepon se llama onde-onde, nombre que en Java se emplea para una bola de pastel de arroz cubierta con semilla de sésamo y rellena de pasta de judía verde dulce.
El klepon, junto al getuk y el cenil, suele tomarse como aperitivo por la mañana o por la tarde. Para comerlo debe tenerse cuidado, ya que el recién hecho suele contener azúcar de palma caliente que rebosa al morderlo.